# Jean Peters
Elizabeth Jean Peters, född 15 oktober 1926 i Canton, Ohio, död 13 oktober 2000 i Carlsbad, Kalifornien, var en amerikansk skådespelerska.
1946 vann hon en popularitetstävling som Miss Ohio, där första pris utgjorde en resa till Hollywood. Året därpå gjorde hon filmdebut mot Tyrone Power i Erövraren från Kastilien.
Denna grönögda, attraktiva brunett var en populär stjärna i början av 1950-talet. 1955 drog hon sig tillbaka från filmen. Hon gjorde comeback i en enda film, 1976.
I sitt andra (av tre) äktenskap var hon åren 1957–1971 gift med Howard Hughes.
Hon avled den 13 oktober 2000 efter att ha drabbats av leukemi.

## Filmografi (urval)
- 1947 – Erövraren från Kastilien
- 1949 – Det händer varje år
- 1950 – Vita nejlikan
- 1951 – Plats för skratt
- 1951 – Piratdrottningen
- 1952 – Viva Zapata!
- 1952 – På farlig mark
- 1952 – Livets glada karusell
- 1952 – Niagara
- 1953 – Ficktjuven
- 1953 – Mord efter ritning
- 1953 – En studie i brott
- 1954 – Tre flickor i Rom
- 1954 – Apache
- 1954 – Den brutna lansen
- 1955 – Min son Peter
- 1976 – The Moneychangers (miniserie)